# Tripterygion tartessicum
Tripterygion tartessicum es una especie de pez de la familia Tripterygiidae en el orden de los Perciformes.
Los machos pueden llegar alcanzar los 7,7 cm de longitud total.
Se encuentra en las  costas centrales del  Atlántico oriental y en el Mediterráneo (desde la costa meridional de la península ibérica hasta el Marruecos  y Túnez ).